# 路易乐斯福世界杯面包大赛
路易樂斯福世界盃麵包大賽（法語：Coupe du Monde de la Boulangerie）是世界性的麵包師烘焙比賽，每四年在法国舉辦一次，比賽項目包括：路易樂斯福盃、麵包大師、世界盃麵包大賽。

## 歷史
大賽的前身為巴黎烘焙展覽會世界麵包比賽，由法国烘焙大師克里斯提恩·瓦勃烈在1992年發起。之後，因為比賽需龐大資金與人力，由乐斯福接手承辦。

## 比賽規則

### 世界盃麵包大賽
由參賽國自行舉辦初賽，比賽結果向法國主辦的乐斯福申報，獲得承認後再參加地區性的路易樂斯福盃複賽，複賽優勝者取得到法國巴黎參加決賽的資格。路易樂斯福酵母公司會頒發得勝者獎杯，但參賽的旅費等支出須由參賽者自行負責。

## 比賽列表

### 麵包大師
- 2018年麵包大師，由台灣的王鵬傑贏得冠軍
- 2010年麵包大師，有三名參賽者贏得比賽[3][4][5][6][7]，麵包類：臺灣，吳寶春[註 9]，荔枝玫瑰麵包[8][9]；維也納糕点類：法国，湯瑪斯·普蘭丘[註 10]；藝術作品類：荷兰，弗朗索瓦·勃蘭特[註 11]。

### 世界盃麵包大賽
- 2008年世界盃麵包大賽[10]：冠軍，法国；亞軍，臺灣[11][12]；季軍，意大利。共十二國及地區參賽，有三國來自初賽：法国、美国、日本；其餘來自路易樂斯福盃的參賽國：阿根廷、西班牙、意大利、荷兰、波兰、墨西哥、瑞典、土耳其及臺灣。
- 2022年世界盃麵包大賽[13]︰冠軍，臺灣[14]；亞軍，荷蘭；季軍，挪威。共十一國及地區參賽︰韓國、哥斯達黎加、荷蘭、挪威、臺灣、法國、塞內加爾、摩洛哥、丹麥、象牙海岸、埃及。

## 外部連結
（法文）
- 官方網站 - 路易乐斯福世界杯面包大赛 （页面存档备份，存于）
- 乐斯福公司網站 （页面存档备份，存于）
- 克里斯提恩·瓦勃烈網站
- 歐洲官方網站 （页面存档备份，存于）

（英文）
- 路易樂斯福世界杯麵包大賽 FB專頁 （页面存档备份，存于）